# 傾聽畫語：最美好的景色
《傾聽畫語：最美好的景色》是台灣曙光工作室製作的一款劇情向解謎遊戲，遊戲於2021年8月25日由Akupara Games和曉數碼在電腦和手機平台發行。2022年6月2日遊戲登陸PlayStation 4和任天堂Switch平台，並推出以遊戲中另一個角色的視角展開的新篇章，同年5月26日，由八千子撰寫的改編的小說《傾聽畫語 你未曾知曉的景色》發售。

## 遊戲系統

移动端遊玩時的操作方式。

《傾聽畫語》採用解謎遊戲的遊玩方式，玩家扮演一個女畫家，在工作室創作投稿給紐約畫展的作品。玩家控制主角去創作油畫，每天完成油畫一部分，就需要在工作室透過破解謎題尋找新的顏料繼續作畫。遊戲以2D的電腦繪圖呈現出全景的效果，玩家可以拖動畫面轉換視覺，在移动版可以縮放畫面，探索期間玩家可以與工作室的物品進行互動。主角每天會進行繪圖練習，玩家在結束繪畫練習之後會獲得一些線索，用於尋找新的顏料。配合玩家是畫家的身份，遊戲中的大部分謎題都和作畫有關，需要使用畫筆進行繪畫來解開謎題。工作室內有著大量的畫作，修復畫作後，玩家能獲得新的線索或是一段與畫家往事有關回憶的動畫。配合解開謎題獲得的手稿、信件等物品，玩家能透過這些文字訊息和動畫了解故事的劇情和背景。

## 故事簡介
本篇
為了完成投稿給美國紐約畫展的作品，女畫家決定在完成畫作之前也不離開自己的工作室。作畫的工作十分單調重複，每天起來做早餐和煮咖啡後接著開始作畫。在她工作室窗口的對面，可以看到另一個畫家，那是一位上了年紀的老爺爺，養著一隻橘貓，每天會準時進行創作。除了參展的畫作，女畫家也會坐在窗台邊以老畫家為對象進行素描練習。在觀察過程中，她發現老畫家有些畫作似曾相識，在自己的工作室也能找到類似的畫作，有些畫作是描繪一對年輕男女相遇相知的畫面，這引起了她的興趣和好奇。有一天女畫家發現老畫家病倒了，她想出門去幫忙，然後發現她無法離開工作室，工作室也多了一個房間，房間上的名牌就是老畫家畫作中那個少女名字「Amber」。新房間內有很多熟悉又陌生的油畫，女畫家從一幅幅油畫中想起很多事情，並開始意識到自己就是Amber，她甚至還走進油畫中重溫畫中描述的那段和少年相處的時光。最後她終於明白了一切，在墻角寫下了少年的名字「Jack」並再次望向工作室的窗口。窗口的外面是老畫家Jack的畫展，而自己是Jack畫作中的畫中人。
Jack篇
Amber前往紐約發展之後，畫家Jack繼續留在自己的工作室日復一日的創作。過去兩人相處的時光成為Jack創作的素材，兩人也一直有書信的來往，Amber的信件也偶爾給Jack帶來新的靈感，也激勵這Jack堅持畫畫的夢想。在一次畫展要邀請下，Jack根據畫展的主題「最美好的景色」，繪畫出Amber作畫時的畫像。

## 開發
日本遊戲製作公司曉數碼在2014年在台灣開設了第一個海外分公司，負責海外業務和遊戲本地化，並在當地嘗試製作原創遊戲，2019年曉數碼在內部開設了實驗型專案「曙光工作室」，並推出了首個作品《迴憶之間》，作品獲得日本總部的肯定，曙光工作室團隊得以獨立成為遊戲品牌。2020年工作室開始《傾聽畫語》的開發，開發時間大概有一年，當時工作室團隊有九名成員，四名美術、兩名工程師、一名遊戲企劃、一名社群運營和一名專案管理。遊戲的創作契機源於一次內部討論的問題「如果你有90分鐘，你會選擇什麼樣的娛樂體驗？」，成員們得出了「看電影」、「閱讀小說」和「玩遊戲」三個答案，並以此話題思考如何在遊戲中表現出電影和小說的感覺，讓玩家在娛樂之餘，過程中因思考故事而有所收穫和啟發，最後構思出該遊戲，之後更確定了「密室逃脫+繪畫解謎」的遊戲機制。遊戲在創作期間有參考《極限脫出》或《槍彈辯駁》等解謎遊戲，該類2D遊戲在固定畫面中尋找解密線索，同時玩家通常受限於場景，無法如3D遊戲般做出側身或轉身的動作。為此製作組以全景的技術繪製場景，讓玩家能360度旋轉視角進行探索，增加玩家的沉浸感。遊戲中主角的房間參考自1980～1990年代巴黎畫家的工作室，風格略為復古，為了塑造出房間的生活感，製作組在房間中配置了植栽、老舊的家具、地板上各式精緻的地毯，還有不經意沾到房間四處的顏料。為了引導玩家的探索，製作組在場景中以三種方式提示物品，分別是鮮艷的顏色、動畫中常見的賽璐璐風格和利用場景的打光來吸引玩家的興趣。
在角色設計方面，製作組在完成故事大綱之後就構思好主角的形象，最終的定稿和初稿並沒有太大區別。為了遊戲沉浸感，製作組刻意將角色設計得普通，切合現實，方便玩家代入，且透過主角每天要吃早餐，增加角色的生活氣息。同時為了讓玩家能體驗主角「畫家」的身份，製作組通過角色的一些行為習慣來展現畫家的日常生活，像是工作時不離手的咖啡，以音樂幫助自己進入狀況，習慣透過觀察來解答問題等。此外還參照了一些真實的畫家的經歷，構思出創作「手稿」的玩法，原計劃讓玩家自由作畫，但是在測試階段發現「自由」會影響整體世界觀和作品的風格，於是簡化了作畫的方式，還有加入著色的體驗，讓玩家根據手稿作畫，在自由和故事呈現上達到平衡。
遊戲的解密畫面和動畫背景也強調平衡與連貫性，由於當下各類設備屏幕長寬比不一，製作組在解密畫面對不同屏幕都做了適配，在切換動畫時也配合場景變換，力求自然和連貫。動畫風格上，製作組有參考吉卜力工作室的風格，希望以動畫將玩家帶入故事深處、體驗角色的心境。遊戲的程序Jany Weng在2021年台北遊戲開發者論壇提到，為了實現遊戲中的交互功能，開發初期使用了很多時間。在中後期的開發，她製作了幾個編輯器管理遊戲中的元素和進行除錯，特別是後來遊戲打算支持多語言，編輯器很有效地的加快了開發的進度。遊戲的音樂由王昱辰負責，主題曲《The Color You Love the Most》由洪佩瑜演唱。

## 發行
自2020年3月開始，曙光工作室就陸續在Twitter上披露《傾聽畫語》的創作細節和進度，2020年12月24日，曙光工作室在众筹網站嘖嘖上為《傾聽畫語》企畫众筹，同時展示企畫的相關細節，遊戲原定計劃於2021年3月在iOS和安卓平台發行。2021年2月，工作室在台北國際電玩展Indie House獨立遊戲專區登場，活動中展出遊戲Demo。3月19日，工作室宣佈延期至6月發行，表示遊戲還需打磨，並打算追加製作Steam版本，將遊戲移植到電腦上。5月14日，工作室再度宣佈發行延期至8月至9月，遊戲發行方面會和美國的Akupara Games合作，將製作多語言版本並計劃全球同步發行。6月2021年電子娛樂展期間，《傾聽畫語》在Summer Game Fest等線上展示會上首度披露新的遊戲內容和製作人訊息，引起了更多的曝光和關注。7月30日，曙光工作室和Akupara Games宣佈遊戲於8月25日全球同步發行，同日App Store和Google Play Store展開預訂，參加預訂的玩家皆可獲得限定的遊戲貼圖包與手機桌布。8月25日遊戲正式發行，除了手機版外，電腦版於Steam、GOG.com、Epic遊戲商城、itch.io和Game Jolt發行，電腦版在發行初期有九折優惠價進行推廣。遊戲的原聲帶亦於8月25日同步在各個音樂串流媒體推出。
2021年12月17日，曙光工作室及Akupara Games宣佈將於2022年春季推出遊戲家用遊戲機版。同月30日，工作室在網站嘖嘖上展開遊戲的實體美術設定集的預購活動。2022年6月2日遊戲正式登陸PlayStation 4和任天堂Switch平台，同時推出新的故事篇章，其他平台免費更新。2022年5月26日，曙光工作室和台灣角川合作推出的遊戲改編小說《傾聽畫語 你未曾知曉的景色》發售，小說由八千子撰寫。2023年3月31日，曙光工作室宣佈授權Akupara Games開發遊戲的VR版本，預計在2023年內在Steam推出。

## 評價
| 汇总媒体   | 得分       |
| ---------- | ---------- |
| Metacritic | PC：73/100 |

| 媒体        | 得分       |
| ----------- | ---------- |
| multiplayer | PC：8.0/10 |
| IGN France  | 7/10       |
| Jeuxvideo   | PC：14/20  |

《傾聽畫語》在遊戲Demo階段獲得了2020年Game Connection亞洲獨立遊戲獎中的「最硬核遊戲」，2021年PGC Digital #5的「The Big Indie Pitch（手機類別）」第一名，2021年俄羅斯的DevGAMM!中獲得「最佳手機遊戲」，還有「最佳視覺美術」提名，2021年美國的NYX Game Awards的手機遊戲組中獲得「最佳視覺美術」金獎，還有「最佳劇情敘事」、「最佳遊戲體驗」和「最佳獨立遊戲」三項獲得銀獎。遊戲發售後在2021年indiePlay中国独立游戏大赛入围「最佳視覺效果」，2021年Game Connection X ChinaJoy全球遊戲開發獎提名為「最佳移动游戏」。
遊戲電腦版在Metacritic匯總評分中，遊戲媒體的評價各異。遊戲的美術和動畫獲得好評，不少媒體都認為遊戲的動畫風格和吉卜力工作室相似，喬恩·吉布森（Jon Gibson）在主持電子娛樂展的線上展示會Summer Game Fest是表示「在過去幾個世代的遊戲中我們看到動畫的大幅躍進，但這不是只由技術面來領導，藝術面亦是。《傾聽畫語》便是此現象的最佳代表作品」。巴哈姆特的特約編輯烏拉拉也提到遊戲充滿藝文氣息，遊玩的過程加入的動畫演出，讓玩家也能體驗主角的愜意生活。
遊戲劇情獲得正面的評價，The Big Indie Pitch獎項主持人索菲亞·奧布里·德雷克認為《傾聽畫語》將密室逃脫機制和敘事完美結合，遊戲的完成度很高，體驗上就像在看一部動畫電影。觸樂的編輯袁偉騰稱讚遊戲講述故事的方式十分出色，劇情的處理也很妥當。
作品的批評集中在遊戲的玩法上，評論員Cyck在IGN France摘文對遊戲的藝術性給予了肯定，同時批評遊戲可玩性太低，只需要一小時就通關，遊戲的謎題設計也過於簡單。Jeuxvideo的評論員也指出遊戲故事太短，表達的內容有限，遊戲的玩法也相當有限，變化不大。

## 外部連結
- 官方网站